# Complexe de lancement 41
Le complexe de lancement 41 (en anglais : Cape Canaveral Space Launch Complex 41), dit SLC-41, est une aire de lancement située à la base de lancement de Cap Canaveral, en Floride, aux États-Unis en activité depuis 1965.
Le SLC-41 est utilisé depuis les années 2000 par l'United Launch Alliance (ULA) pour le lancement des lanceurs Atlas V. Il pourrait être utilisé pour le programme Artemis.
Auparavant, il a été utilisé par l'United States Air Force (USAF) pour les lancements de lanceurs Titan (III et IV).